# (37966) 1998 HO90
1998 HO90 (asteroide 37966) é um asteroide da cintura principal. Possui uma excentricidade de 0.06484930 e uma inclinação de 21.24110º.
Este asteroide foi descoberto no dia 21 de abril de 1998 por LINEAR em Socorro.